# 알라카회위크
알라카회위크(튀르키예어: Alacahöyük)는 튀르키예에 있는 촌락 유적으로, 인류 최고(最古)의 유적이다. 연대는 기원전 7200년으로, 이집트 문명이나 메소포타미아 문명 이전이다.